# Smrčí (Krásná Hora nad Vltavou)
Smrčí je osada v katastrálním území Plešiště města Krásná Hora nad Vltavou v okrese Příbram. Nachází se asi 6 km severovýchodně od Krásné Hory nad Vltavou, 12 km jihozápadně od Sedlčan a asi 27 km jihovýchodně od Příbrami.
Ve Smrčí je registrováno osm čísel popisných: 14, 15, 16, 17, 18, 19, 20 a 35, a devět čísel evidenčních. Protéká tudy řeka Brzina. Nachází se zde kaple, mlýn U Jandečků a chovná stanice Appenzellských salašnických psů. Severně od Smrčí leží Smetákův mlýn.